# Эрнан (тропический шторм, 2020)
Тропический шторм Эрнан (англ. Tropical Storm Hernan) — небольшой тропический циклон, принёсший проливные дожди и оползни на юго-запад Мексики и обрушившийся на Южную Нижнюю Калифорнию в виде тропической депрессии в конце августа 2020 года. Тринадцатый тропический циклон и восьмой названный шторм сезона тихоокеанских ураганов 2020 года. 
Эрнан возник 26 августа в районе с низким давлением к юго-западу от Мексики как Тропическая депрессия Тринадцать-Е. Депрессия переросла в тропический шторм Эрнан через двенадцать часов после формирования. Расположенный в условиях сильного сдвига ветра, Эрнан едва укрепился и достиг максимальной интенсивности в 3:00 UTC 27 августа при скорости ветра 45 миль в час и минимальном барометрическом давлении 1001 миллибар. Прошёл  недалеко от берега Мексики, Эрнан повернул на запад и превратился в тропическую депрессию, и 28 августа вышел на берег на полуострове Нижняя Калифорния, вскоре после этого рассеялся. Хотя Эрнан находился в непосредственной близости к юго-западу Мексики, из-за его небольших размеров власти не стали выпускать предупреждение о тропическом шторме в близлежащих прибрежных районах.

## Последствия
Несмотря на недолгое существование Эрнана, в шести штатах западной Мексики выпало 5—9 дюймов осадков. Несколько автомагистралей пришлось закрыть из-за опасных условий, в том числе из-за оползней и рек, выходящих из берегов. Несколько школ пострадали в штате Колима, а в городе Мансанильо были повреждены и залиты грязью дома и улицы. По оценкам, более 600 домов и девять школ пострадали от шторма в Халиско. Официальные лица Халиско сообщили о смертельном исходе, когда мужчина упал с крыши, проверяя повреждения.